# Saliunca flavifrontis
Saliunca flavifrontis es una especie de mariposa de la familia Zygaenidae.
Fue descrita científicamente por Bryk en 1936.